# Koshare Museum
Le Koshare Museum est un musée américain à La Junta, dans le comté d'Otero, au Colorado. Ouvert le 11 novembre 1949, ce musée consacré aux danses amérindiennes est abrité dans un bâtiment construit sur le campus de l'Otero Junior College dans une architecture Pueblo Revival et inscrit au Colorado State Register of Historic Properties depuis le 13 décembre 1995.